# Pohribți, Zboriv
Pohribți (în ucraineană Погрібці) este un sat în comuna Kalînivka din raionul Zboriv, regiunea Ternopil, Ucraina.

## Demografie
Componența lingvistică a localității Pohribți
     Ucraineană (99,69%)
     Alte limbi (0,31%)
Conform recensământului din 2001, majoritatea populației localității Pohribți era vorbitoare de ucraineană (99,69%), existând în minoritate și vorbitori de alte limbi.